# Ballots
 Ballots  es una población y comuna francesa, en la región de Países del Loira, departamento de Mayenne, en el distrito de Château-Gontier y cantón de Saint-Aignan-sur-Roë.

## Demografía
| 1315 | 1242 | 1129 | 1092 | 1049 | 1036 |
| Para los censos de 1962 a 1999 la población legal corresponde a la población sin duplicidades (Fuente: INSEE [Consultar]) |      |      |      |      |      |